# Pontiac (Illinois)
Pontiac ist die Bezirkshauptstadt (County Seat) des Livingston County im US-Bundesstaat Illinois. Das U.S. Census Bureau hat bei der Volkszählung 2020 eine Einwohnerzahl von 11.150 ermittelt.

## Geographie
Pontiac liegt am Fluss Vermilion. Nach offizieller Angabe des United States Census Bureau hat die Stadt eine Gesamtfläche von 13,6 km², davon 0,19 % Wasserfläche.

## National Register of Historic Places
Das Livingston County Courthouse und das Jones House sind in das National Register of Historic Places eingetragen.

## Demographie

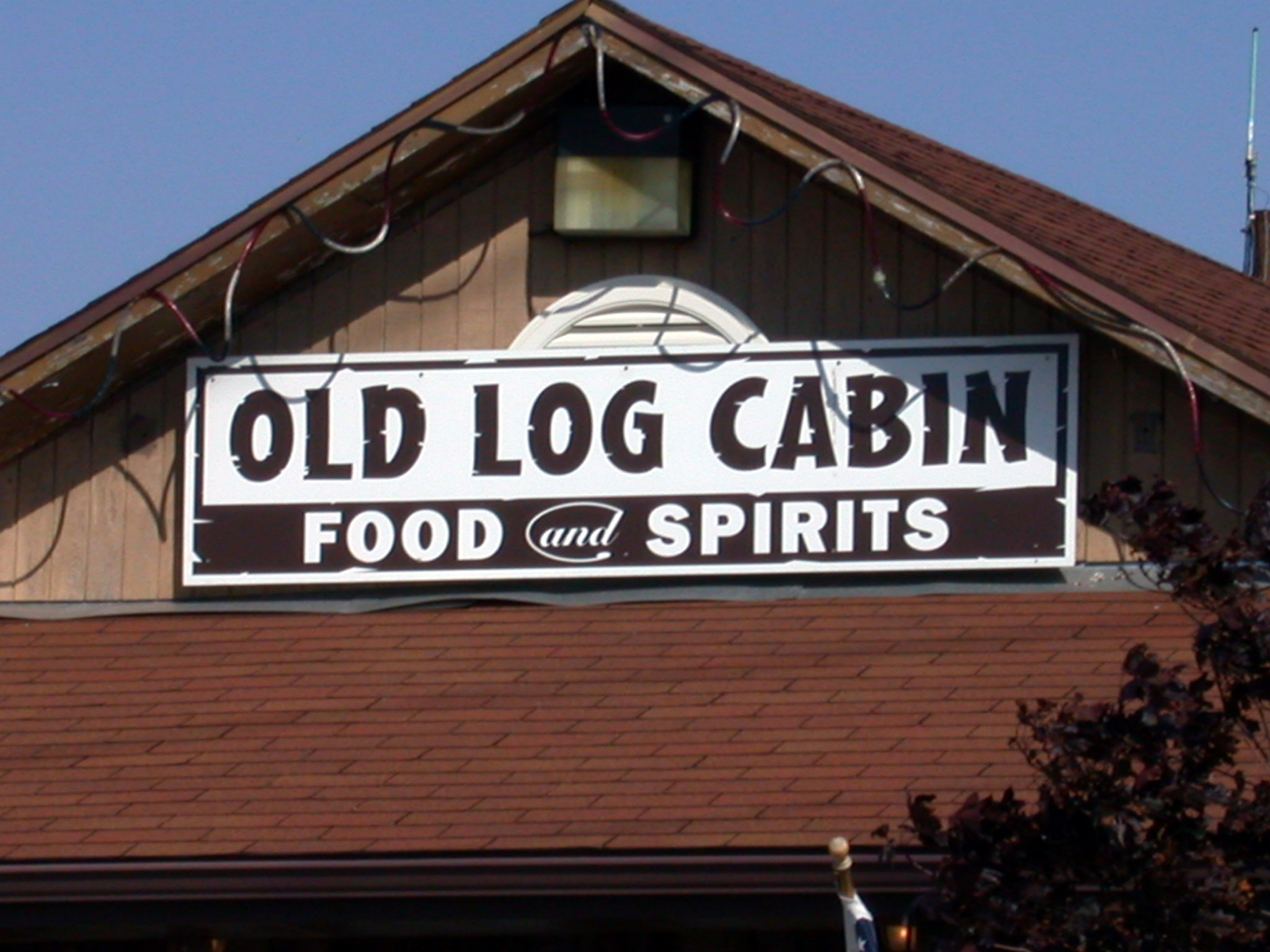
Das Old Log Cabin Restaurant, ein bekannter Halt an der Route 66.

Die bei der Volkszählung im Jahr 2000 ermittelten 11.864 Einwohner von Pontiac lebten in 4.139 Haushalten; darunter waren 2.619 Familien. Die Bevölkerungsdichte betrug 874 pro km². Im Ort wurden 4.379 Wohneinheiten erfasst, davon waren 4.139 bewohnt. Unter der Bevölkerung waren 85,4 % Weiße, 10,9 % Afroamerikaner, 0,2 % amerikanische Indianer, 0,4 % Asiaten und 2,1 % von anderen Ethnien; 1,0 % gaben die Zugehörigkeit zu mehreren Ethnien an.
Unter den 4.319 Haushalten hatten 31,9 % Kinder unter 18 Jahren; 31,6 % waren Single-Haushalte. Die durchschnittliche Haushaltsgröße war 2,39, die durchschnittliche Familiengröße 3,00 Personen.
Die Bevölkerung verteilte sich auf 22,9 % unter 18 Jahren, 10,6 % von 18 bis 24 Jahren, 32,7 % von 25 bis 44 Jahren, 20,3 % von 45 bis 64 Jahren und 13,5 % von 65 Jahren oder älter. Der Median des Alters betrug 35 Jahre.
Der Median des Haushaltseinkommens betrug 37.593 $, der Median des Familieneinkommens 43.231 $. Das Prokopfeinkommen in Pontiac betrug 16.863 $. Unter der Armutsgrenze lebten 8,1 % der Familien und 11,7 % der Bevölkerung.

## Persönlichkeiten

### Söhne und Töchter der Stadt
- Patricia Tallman (* 1957), Schauspielerin
- Natashia Williams (* 1978), Schauspielerin und Musikerin